# Lissac-et-Mouret
Lissac-et-Mouret – miejscowość i gmina we Francji, w regionie Oksytania, w departamencie Lot.
Według danych na rok 1990 gminę zamieszkiwało 751 osób, a gęstość zaludnienia wynosiła 48 osób/km² (wśród 3020 gmin regionu Midi-Pireneje Lissac-et-Mouret plasuje się na 438. miejscu pod względem liczby ludności, natomiast pod względem powierzchni na miejscu 735.).